# Zalea
Zalea es una pedanía del municipio de Pizarra, situada a unos 5 kilómetros del núcleo principal municipal, en la provincia de Málaga, Andalucía, España. Pertenece al ayuntamiento de Pizarra solo desde 1989, habiendo pertenecido con anterioridad al Instituto Andaluz de Reforma Agraria. En 2012 tenía una población de 839 habitantes.
El pueblo fue construido entre 1965 y 1968 en lugar que se conoce como La Hoja de La Zalea, en unas tierras que pertenecieron al Conde de Los Gaitanes. Su patrón es San Isidro Labrador y su edificio más notable, la Iglesia Parroquial de Nuestra Señora de la Paz, levantada en 1971. Además cuenta con el Colegio Público Rural "Mariana Pineda".

## Transporte público

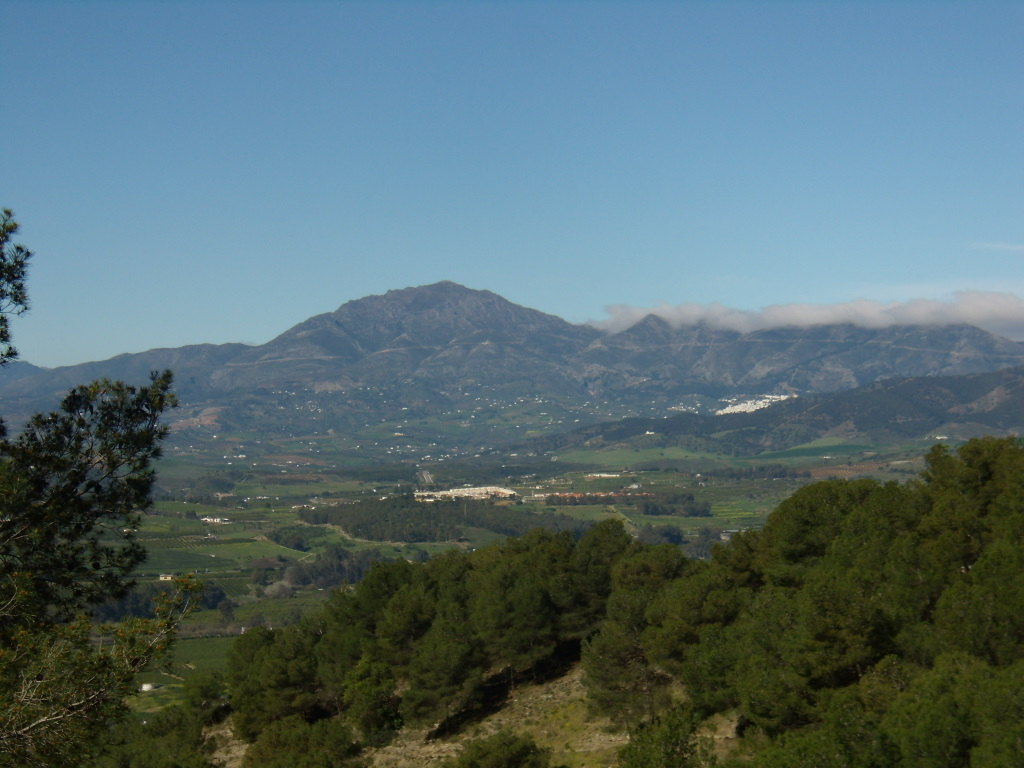
Vista de Zalea con Sierra Prieta y Casarabonela al fondo.

Está comunicada mediante varias rutas del Consorcio de Transporte Metropolitano del Área de Málaga. Pueden consultarse en el siguiente enlace

## Feria
La feria transcurre en el mes de mayo. Concretamente las fiestas empiezan el día 14 donde se tiran cohetes y hay una misa llamada ‘’la Sana Misa’’ en honor de san Isidro. Después de esta misa, tiene lugar la procesión del Santo por las calles del pueblo. Se celebra una romería en honor a su patrón San Isidro Labrador. La semana contigua tiene lugar la correspondiente celebración de la feria, dicho anteriormente. Esta feria transcurre durante todo el fin de semana el cual tiene lugar en el parque principal de la pedanía.

## Días festivos
- El 2 de enero, se produce la visita del Cartero Real.
- En febrero se celebran los carnavales.
- El Domingo de Ramos, tiene lugar la procesión de la Pollinica.
- El Miércoles Santo tiene lugar la procesión del Cristo de la Columna.
- El Viernes Santo se produce el Vía Crucis realizado por los niños del pueblo.
- El 15 de mayo tiene lugar la procesión de San Isidro Labrador.
- El fin de semana posterior al 15 de mayo son las fiestas en honor a dicho Patrón.